# Staatspokal von Alagoas
Der Staatspokal von Alagoas (port: Copa Alagoas) ist der Fußballverbandspokal des Bundesstaates Alagoas in Brasilien. Er wird seit 2005 vom Landesverband der Federação Alagoana de Futebol (FAF) mit mehreren Unterbrechungen ausgerichtet.

## Historie
Der Wettbewerb wurde 2005 als zweite Phase der Staatsmeisterschaft von Alagoas gewertet. Dieses wurde auch 2006 entsprechend praktiziert. 2007 wurde die erste Phase der Staatsmeisterschaft entsprechend benannt. Der Gewinn der zweiten Phase war nicht gleichzusetzen mit dem Gewinn der Staatsmeisterschaft. Dieser wurde erst in Finalspielen ermittelt. Nach einer Änderung des Austragungsmodus entfiel diese Wertung. Erst zur Staatsmeister 2014 und 2015 wurde die Wertung wieder eingeführt, nunmehr aber für die erste Phase. Danach entfiel die Wertung einer Phase der Staatsmeisterschaft von 2016 bis 2019.
Seit 2020 wird der Pokal als eigenständiger Wettbewerb ausgetragen. Der Sieger erhält eine Startberechtigung in der Série D, der vierten brasilianische Liga.

## Pokalhistorie

### Gewinner nach Jahren
| Saison | Pokalsieger      | Ergebnis                       | Finalist                |
| ------ | ---------------- | ------------------------------ | ----------------------- |
| 2025   | CSE              | 1:1 0:0 (5:4 i. E.)            | SC Penedense            |
| 2024   | CS Alagoano      | 1:1 1:0                        | SC Penedense            |
| 2023   | CSE              | 1:1 (5:4 i. E.)                | AS Arapiraquense        |
| 2022   | EC Cruzeiro (AL) | 1:0                            | Desportivo Aliança      |
| 2021   | AS Arapiraquense | 1:0                            | AA Coruripe             |
| 2020   | AS Arapiraquense | 1:1 (4:3 i. E.)                | CE Olhodagüense         |
| 2015   | AS Arapiraquense | 0:0 1:1 (5:3 i. E.)            | CS Alagoano             |
| 2014   | Murici FC        | 1:0                            | AA Santa Rita           |
| 2007   | AA Coruripe      | Entscheidung über Gruppenphase | SC Corinthians Alagoano |
| 2006   | CS Alagoano      | 0:0 2:0                        | SC Corinthians Alagoano |
| 2005   | AA Coruripe      | 2:0 1:1                        | AS Arapiraquense        |

### Statistik
| Klub                      | Sieger               | Zweiter        |
| ------------------------- | -------------------- | -------------- |
| AS Arapiraquense          | 3 (2015, 2020, 2021) | 1 (2005)       |
| AA Coruripe               | 2 (2005, 2007)       | 1 (2021)       |
| CS Alagoano               | 2 (2006, 2024)       | 1 (2015)       |
| Clube Sociedade Esportiva | 2 (2023, 2025)       |                |
| Murici FC                 | 1 (2014)             |                |
| EC Cruzeiro (AL)          | 1 (2022)             |                |
| SC Corinthians Alagoano   |                      | 2 (2006, 2007) |
| SC Penedense              |                      | 2 (2024, 2025) |
| AA Santa Rita             |                      | 1 (2014)       |
| CE Olhodagüense           |                      | 1 (2020)       |
| Desportivo Aliança        |                      | 1 (2022)       |